# Pachygnatha calusa
Pachygnatha calusa là một loài nhện trong họ Tetragnathidae.
Loài này thuộc chi Pachygnatha. Pachygnatha calusa được Herbert W. Levi miêu tả năm 1980.